# Цазинска Крајина
Цазинска Крајина позната и под називом Дубока Крајина је назив за део Босне и Херцеговине који се налази на крајњем северозападу земље, тачније западно од реке Уне. Највећи град и општина ове регије је Бихаћ. Цазинска Крајина припада Унско-санском кантону у саставу Федерације Босне и Херцеговине.